# Asesinato de Itaberli Lozano
El asesinato de Itaberli Lozano, fue un adolescente de 17 años de edad que fue asesinado por un crimen homófobo que ocurrió en diciembre de 2016, cuando, tras una paliza propinada por dos jóvenes contratados, fue apuñalado mortalmente por su madre, Tatiana Lozano Pereira. Los hechos ocurrieron en la localidad brasileña de Cravinhos.
Itaberli Lozano nació en la localidad de Cravinhos, en el estado de São Paulo el 13 de septiembre del año 1999, y trabajaba de manera freelance como fotógrafo

## Hechos
La noche de Navidad de 2017, Itaberli Lozano y su madre, Tatiana Lozano Pereira, discutieron debido a la falta de aceptación familiar por la orientación sexual de Itaberli. Así, el adolescente decidió mudarse con su abuela paterna. El 29 de diciembre Tatiana Lozano hizo las paces con su hijo y le convenció de volver a casa. Pero previamente había contratado a dos jóvenes, Miller da Silva Barissa y Víctor Roberto da Silva, para que le dieran una paliza a su hijo a modo de castigo. Tras la golpiza, Tatiana Lozano pidió a los jóvenes que acabaran con la vida de su hijo, pero se negaron, por lo que cogió un cuchillo y le asesinó.
Tras el asesinato, Tatiana y su marido, Alex Pereira, padrastro de Itaberli, llevaron el cuerpo a un cañaveral y lo quemaron. Los restos de Itaberli fueron encontrados el 7 de enero, tras una búsqueda policial activada por la denuncia de desaparición interpuesta por la abuela del adolescente.
Tras el juicio, Tatiana Lozano Pereira fue sentenciada a 25 años de prisión, mientras que los dos sicarios fueron condenados a 21 años.